# SMS Blücher
SMS Blücher là chiếc tàu tuần dương bọc thép cuối cùng được Hải quân Đế quốc Đức (Kaiserliche Marine) chế tạo. Được thiết kế để bắt kịp với những gì mà tình báo Đức tin tưởng một cách sai lầm là tính năng của lớp tàu chiến-tuần dương Anh Invincible, Blücher lớn hơn mọi tàu tuần dương bọc thép bọc thép trước đây, và mang nhiều pháo hạng nặng hơn, nhưng vẫn không sánh được kích thước và vũ khí của thế hệ tàu chiến-tuần dương, vốn bắt đầu thay thế cho các tàu tuần dương bọc thép trong thành phần Hải quân Anh và Đức. Blücher được đặt tên theo vị Thống chế người Phổ Gebhard Leberecht von Blücher, Tư lệnh lực lượng Phổ trong trận Waterloo năm 1815.
Blücher được đóng tại xưởng tàu Kaiserliche Werft (Xưởng tàu Đế chế) ở Kiel từ năm 1907 đến năm 1909, và được đưa ra hoạt động vào ngày 1 tháng 10 năm 1909. Nó phục vụ cùng Đội Tuần tiễu một trong hầu hết quãng đời hoạt động, bao gồm giai đoạn mở đầu của Chiến tranh Thế giới thứ nhất; đã tham các cuộc bắn phá Yarmouth cùng cuộc bắn phá Scarborough, Hartlepool và Whitby trong năm 1914.
Trong trận Dogger Bank vào ngày 24 tháng 1 năm 1915, Blücher bị mất tốc độ đáng kể sau khi bị bắn trúng bởi hải pháo của Hải đội Tàu chiến-Tuần dương Anh dưới quyền chỉ huy của Phó đô đốc David Beatty. Chuẩn đô đốc Franz von Hipper, chỉ huy hải đội Đức, quyết định bỏ lại Blücher cho các tàu chiến đối phương truy đuổi nhằm cứu lấy các tàu chiến-tuần dương có giá trị hơn của mình. Dưới hỏa lực hoàn toàn áp đảo từ đối phương, Blücher lật úp và chìm, và các tàu khu trục Anh bắt đầu vớt những người sống sót. Tuy nhiên chúng buộc phải rút lui sau khi một khí cầu zeppelin tìm cách ném bom do nhầm tưởng Blücher là một tàu chiến-tuần dương Anh. Không thể biết chính xác tổn thất về nhân mạng, các con số thống kê đưa ra dao động trong khoảng từ 747 đến khoảng 1.000 người tử trận.

## Thiết kế

### Bối cảnh
Tàu tuần dương bọc thép Đức, vốn được đặt tên Große Kreuzer (tàu tuần dương lớn), được thiết kế cho nhiều vai trò, bao gồm đối đầu với lực lượng trinh sát đối phương cũng như chiến đấu trong hàng chiến trận. Chiếc tàu tuần dương bọc thép cũ nhất Fürst Bismarck được chế tạo một cách vội vã để được bố trí đến Trung Quốc hỗ trợ cho việc dập tắt cuộc Nổi dậy Nghĩa Hòa Đoàn năm 1900. Các tàu tuần dương bọc thép tiếp theo, ngoại trừ hai chiếc lớp Scharnhorst, đã phục vụ cùng hạm đội trong lực lượng trinh sát.
Vào ngày 26 tháng 5 năm 1906, Quốc hội Đức (Reichstag) thông qua ngân sách chế tạo Blücher cùng với hai thiết giáp hạm lớp Nassau. Cho dù con tàu lớn hơn và mạnh mẽ hơn đáng kể so với mọi tàu tuần dương bọc thép trước đó, Blücher vẫn giữ lại tên gọi này nhằm che giấu bản chất sức mạnh của nó. Con tàu được đặt hàng dưới cái tên tạm thời "E"; thiết kế của nó bị ảnh hưởng bởi yêu cầu bắt kịp những tàu tuần dương bọc thép Anh mà người ta biết đang được chế tạo. Người Đức dự đoán các tàu chiến mới của Anh sẽ trang bị sáu hoặc tám pháo 9,2 in (23 cm); do đó Hải quân Đức chấp thuận một thiết kế bao gồm mười hai khẩu 21 cm (8,3 in) trên sáu tháp pháo nòng đôi, mạnh hơn đáng kể so với lớp tàu tuần dương bọc thép Scharnhorst của Đức trước đó vốn chỉ có tám khẩu pháo 21 cm.
Một tuần sau khi có quyết định sau cùng cho phép chế tạo Blücher, Tùy viên Hải quân sứ quán Đức tại Anh có được đặc tính chi tiết các con tàu mới của Anh, vốn được đặt tên là lớp Invincible. Trong thực tế HMS Invincible mang tám khẩu pháo 30,5 cm (12,0 in), cùng loại với kiểu được trang bị trên những thiết giáp hạm đương thời. Người ta nhanh chóng nhận ra đây là một kiểu tàu chiến hoàn toàn mới, mà cuối cùng sẽ được xếp loại như những tàu chiến-tuần dương. Khi chi tiết của lớp Invincible được bộc lộ, đã quá trễ để có thể thiết kế lại Blücher, và cũng không có kinh phí cho việc tái thiết kế, nên công việc vẫn tiến hành theo kế hoạch. Blücher bị tranh luận là đã lạc hậu ngay cả trước khi việc chế tạo bắt đầu, và nhanh chóng bị các tàu chiến-tuần dương của Hải quân Đức vượt hơn, bắt đầu với chiếc Von der Tann được đặt hàng vào năm 1907. Cho dù vậy, Blücher vẫn thường được bố trí hoạt động cùng với hải đội tàu chiến-tuần dương Đức. Con tàu gây tốn kém cho Chính phủ Đức tổng cộng 28.532.000 Mác vàng Đức.

### Các đặc tính chung
Blücher có chiều dài ở mực nước là 161,1 m (528 ft 7 in) và chiều dài chung là 161,8 m (530 ft 10 in); mạn thuyền rộng 24,5 m (80 ft 5 in), và khi lưới chống ngư lôi được gắn dọc bên lườn tàu mạn thuyền sẽ tăng lên 25,62 m (84 ft 1 in). Con tàu có mớn nước 8,84 m (29 ft 0 in) phía trước mũi, nhưng kém hơn đôi chút 8,56 m (28 ft 1 in) phía đuôi. Con tàu có trọng lượng choán nước thiết kế 15.842 t (15.592 tấn Anh), và tối đa 17.500 t (17.200 tấn Anh) khi đầy tải. Lườn tàu được cấu trúc bởi các khung thép ngang và dọc, con tàu có tổng cộng 13 ngăn kín nước và một đáy kép chiếm khoảng 65% chiều dài lườn tàu.
Tài liệu lưu trữ của Hải quân Đức cho thấy sự hài lòng đối với con tàu do độ linh hoạt ngoài biển. Tuy nhiên, nó bị ảnh hưởng chòng chành nặng, và khi bẻ lái gắt nó nghiêng cho đến 10° và bị mất cho đến 55% tốc độ. Chiều cao khuynh tâm của Blücher là 1,63 m (5 ft 4 in). Thủy thủ đoàn đầy đủ của nó bao gồm 41 sĩ quan và 812 thủy thủ, với thêm 14 sĩ quan và 62 thủy thủ nếu hoạt động như soái hạm của hải đội. Nó mang theo một số xuồng nhỏ, bao gồm hai xuồng gác, ba xuồng chỉ huy, hai xuồng đổ bộ, hai xuồng yawl và một xuồng nhỏ.

### Hệ thống động lực
Blücher trang bị ba động cơ hơi nước ba buồng bành trướng đặt dọc 4 xy lanh, mỗi động cơ nối với một trục chân vịt, và một bánh lái. Chân vịt giữa có đường kính 5,3 m (17 ft 5 in) trong khi hai chân vịt phía ngoài hơi lớn hơn với đường kinh 5,6 m (18 ft 4 in). Các động cơ được bố trí trong các phòng động cơ riêng biệt, mỗi phòng còn có 6 nồi hơi kép kiểu hàng hải lên đến tổng cộng 18 nồi hơi đốt than. Con tàu có tốc độ thiết kế tối đa 24,5 kn (45,4 km/h), nhưng nó đã đạt đến 25,4 kn (47,0 km/h) khi chạy thử máy. Ở tốc độ đi đường trường 12 kn (22 km/h), Blücher có thể đi được 6.600 nmi (12.200 km; 7.600 mi); nhưng với tốc độ 18 kn (33 km/h) tầm hoạt động bị giảm đáng kể chỉ còn 3.250 nmi (6.020 km; 3.740 mi). Con tàu được thiết kế để chở theo 900 t (890 tấn Anh) than, nhưng những khoảng trống trong lườn tàu có thể tận dụng để chứa cho đến 2.510 t (2.470 tấn Anh). Điện năng được cung cấp từ sáu máy phát turbine công suất cho đến 1.000 KW ở điện thế 225 volt. Kỷ lục về công suất lớn nhất mà một hệ thống động cơ hơi nước chuyển động qua lại từng đạt được trên một tàu chiến là của Blücher, đạt đến 43.886 ihp (32.726 kW) khi nó chạy thử máy vào năm 1909.

### Vũ khí
Blücher được trang bị mười hai khẩu pháo 21 cm (8,3 in) SK L/45 bắn nhanh trên sáu tháp pháo nòng đôi, gồm một cặp phía trước mũi và một cặp phía đuôi tàu, cùng hai tháp pháo mạn hai bên cấu trúc thượng tầng. Các khẩu pháo được cung cấp tổng cộng 1.020 quả đạn pháo, tức 85 quả cho mỗi khẩu pháo; mỗi quả đạn nặng 108 kg (238 lb) và có chiều dài 61 cm (24 in). Các khẩu pháo có thể hạ cho đến góc −5° và nâng tối đa cho đến góc 30°, cho phép có tầm xa tối đa 19.100 m (20.900 yd). Tốc độ bắn của chúng là 4 đến 5 phát mỗi phút.
Con tàu còn có một dàn pháo hạng hai bao gồm tám khẩu 15 cm (5,9 in) SK L/45 bắn nhanh bố trí trong các tháp pháo ụ kiểu MPL C/06; phân bố hai bên mạn tàu phía giữa tàu. Các khẩu pháo này có thể đối đầu mục tiêu ở cách xa 13.500 m (14.800 yd). Chúng được cung cấp tổng cộng 1.320 quả đạn pháo, tức 165 quả đạn cho mỗi khẩu pháo, và có thể duy trì một tốc độ bắn từ 5 đến 7 phát mỗi phút. Đạn pháo này nặng 45,3 kg (99,9 lb) và được nạp liều thuốc phóng RPC/12 nặng 13,7 kg (30,2 lb) chứa trong vỏ đồng. Khẩu pháo bắn ra với lưu tốc đầu đạn 835 m/s (2.740 ft/s), và được kỳ vọng sẽ bắn được khoảng 1.400 phát trước khi cần phải thay nòng.
Blücher còn được trang bị mười sáu khẩu pháo 8,8 cm (3,46 in) SK L/45 bắn nhanh, được bố trí cả trong tháp pháo ụ lẫn trên các trục xoay; bốn tháp pháo ụ được đặt gần cầu tàu, bốn khẩu phía mũi và bốn khẩu phía đuôi, trong khi bốn khẩu đặt trên trục xoay được bố trí trên cấu trúc thượng tầng phía Chúng được cung cấp tổng cộng 3.200 quả đạn pháo, tức 200 quả cho mỗi khẩu, và có thể bắn ở tốc độ 15 phát mỗi phút. Đạn pháo nổ mạnh (HE) của chúng nặng 10 kg (22 lb), và được nạp liều thuốc phóng RPC/12 nặng 3 kg (6,6 lb), đạt được tầm bắn xa tối đa 10.700 m (11.700 yd). Các khẩu pháo này có tuổi thọ nòng pháo được hy vọng khoảng 7.000 phát.
Blücher còn được trang bị bốn ống phóng ngư lôi 45 cm (18 in), gồm một trước mũi, một phía đuôi và một mỗi bên mạn giữa tàu, tất cả đều được đặt trên mặt nước. Con tàu mang theo tổng cộng 11 quả ngư lôi. Kiểu vũ khí này mang một đầu đạn nặng 110 kg (240 lb) và có thể cài đặt ở hai mức tốc độ vốn sẽ ảnh hưởng đến tầm xa; ở tốc độ 32 kn (59 km/h) chúng có tầm xa tối đa 2.000 m (2.200 yd), và ở tốc độ 36 kn (67 km/h) tầm xa tối đa giảm còn 1.500 m (1.600 yd).

### Vỏ giáp
Giống như mọi tàu chiến chủ lực Đức vào thời đó, Blücher được trang bị thép giáp Krupp. Sàn tàu bọc thép dày 5–7 cm (2,0–2,8 in), các phần trọng yếu của con tàu được bảo vệ bằng lớp thép dày hơn, còn những phần ít quan trọng của sàn tàu có lớp thép mỏng hơn. Đai giáp dày đến 18 cm (7,1 in) ở phần giữa con tàu nơi động cơ, các hầm đạn và các phần quan trọng khác được bố trí, và vuốt mỏng còn 8 cm (3,1 in) ở các phần còn lại, nhưng không kéo dài đến tận mũi và đuôi tàu. Phía sau suốt chiều dài của đai giáp là một lớp lót bổ sung bằng gỗ teak dày 3 cm (1,2 in). Đai giáp còn được tăng cường bởi một vách ngăn chống ngư lôi dày 3,5 cm (1,4 in) cho dù chỉ kéo dài từ ngang tháp pháo mũi đến ngang tháp pháo đuôi.
Tháp chỉ huy phía trước là phần được bảo vệ mạnh nhất của con tàu: các mặt hông của nó có vỏ giáp dày 25 cm (9,8 in) và nóc dày 8 cm (3,1 in). Tháp chỉ huy phía sau được bảo vệ kém hơn với nóc dày 3 cm (1,2 in) và các mặt hông dày 14 cm (5,5 in). Vùng thành trì trung tâm của con tàu có vỏ giáp dày 16 cm (6,3 in); các tháp pháo của dàn pháo chính có nóc dày 8 cm (3,1 in) và các mặt bên dày 18 cm (7,1 in), trong khi các tháp pháo ụ có vỏ giáp dày 14 cm (5,5 in).

## Lịch sử hoạt động

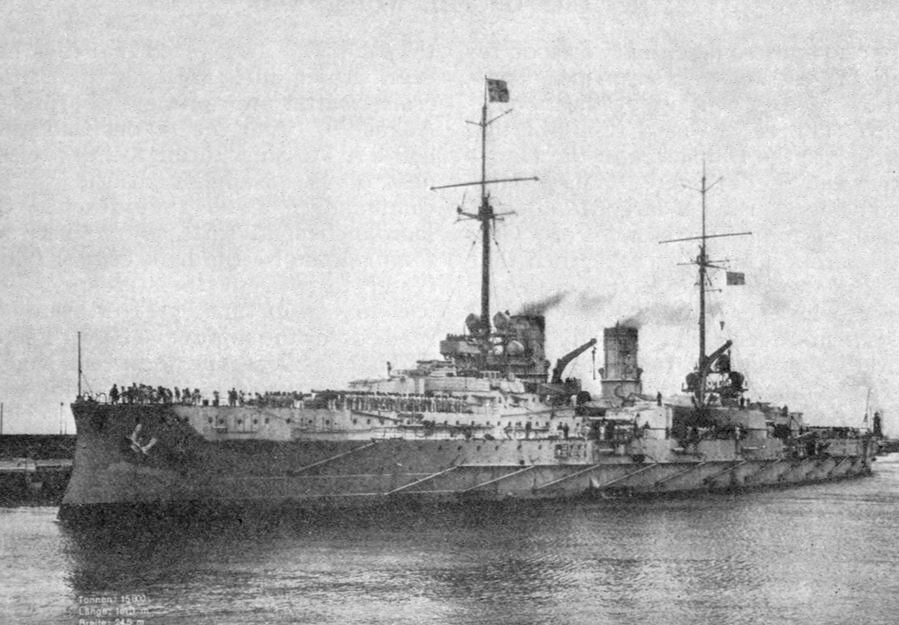
SMS Blücher trước chiến tranh, khoảng năm 1913–1914

Blücher được hạ thủy vào ngày 11 tháng 4 năm 1908 và đưa ra hoạt động cùng hạm đội vào ngày 1 tháng 10 năm 1909. Nó đã phục vụ như là tàu huấn luyện tác xạ cho pháo thủ hải quân bắt đầu từ năm 1911. Đến năm 1914, nó được chuyển sang Đội Tuần tiễu 1 cùng với các tàu chiến-tuần dương mới Von der Tann, Moltke và soái hạm Seydlitz.

### Càn quét Baltic
Hoạt động đầu tiên mà Blücher tham gia trong chiến tranh là đợt càn quét vào biển Baltic chống lại lực lượng Hải quân Đế quốc Nga mà cuối cùng bất phân thắng bại. Vào ngày 3 tháng 9 năm 1914, cùng với bảy thiết giáp hạm tiền-dreadnought thuộc Hải đội Chiến trận 4, năm tàu tuần dương hạng nhẹ và 24 tàu khu trục, Blücher đã tiến vào biển Baltic với ý định lôi kéo một phần hạm đội Nga và tiêu diệt chúng. Tàu tuần dương Augsburg đã đụng độ với các tàu tuần dương bọc thép Nga Bayan và Pallada về phía Bắc đảo Dagö (nay là Hiiumaa). Chiếc tàu tuần dương Đức tìm cách nhữ các con tàu Nga về phía Blücher để nó có thể tiêu diệt chúng, nhưng đối phương đã không mắc bẫy mà thay vào đó rút lui về phía vịnh Phần Lan. Đến ngày 9 tháng 9 chiến dịch bị hủy bỏ mà không có cuộc đụng độ lớn nào giữa hai hạm đội.

### Bắn phá Yarmouth
Vào ngày 2 tháng 11 năm 1914, Blücher cùng các tàu chiến-tuần dương Moltke, Von der Tann và Seydlitz, có bốn tàu tuần dương hạng nhẹ tháp tùng, rời Jade Bight di chuyển về phía bờ biển nước Anh. Hải đội đi đến ngoài khơi Great Yarmouth lúc bình minh sáng hôm sau và đã bắn phá cảng, trong khi tàu tuần dương hạng nhẹ Stralsund rải một bãi mìn. Tàu ngầm Anh D5 đã đáp trả lại cuộc tấn công, nhưng nó trúng phải một quả mìn do Stralsund rải và bị chìm. Không lâu sau đó, Phó đô đốc Franz von Hipper, Tư lệnh Đội Tuần tiễu 1, ra lệnh cho các con tàu dưới quyền quay trở về vùng biển nhà của Đức. Trên đường đi, sương mù dày đặc bao phủ, nên các con tàu được lệnh chờ cho đến khi tầm nhìn được cải thiện để có thể di chuyển an toàn qua các bãi mìn phòng thủ của Đức. Tàu tuần dương bọc thép Yorck mắc sai lầm trong định hướng đi vào một trong những bãi mìn của Đức; nó trúng hai quả thủy lôi và chìm nhanh chóng, chỉ có 127 người trong tổng số 629 thành viên thủy thủ đoàn được cứu sống.

### Bắn phá Scarborough, Hartlepool và Whitby
Đô đốc Friedrich von Ingenohl, Tổng tư lệnh Hạm đội Biển khơi Đức, quyết định tiến hành thêm một cuộc bắn phá khác vào bờ biển Anh Quốc với hy vọng lôi kéo một phần Hạm đội Grand vào cuộc chiến, nơi có thể bị tiêu diệt từng phần. Lúc 03 giờ 20 phút giờ Trung Âu ngày 15 tháng 12 năm 1914, Blücher, Moltke, Von der Tann, chiếc tàu chiến-tuần dương mới Derfflinger và Seydlitz, cùng với các tàu tuần dương hạng nhẹ Kolberg, Stralsund, Strassburg và Graudenz cùng hai chi hạm đội tàu phóng lôi rời Jade Estuary. Các con tàu của Hipper di chuyển lên phía Bắc, vượt qua Heligoland để đi đến hải đăng Horns Reef, nơi chúng chuyển hướng sang phía Tây hướng đến Scarborough. Mười hai giờ sau khi Hipper khởi hành, phần chủ lực của Hạm đội Biển khơi, bao gồm 14 chiếc thiết giáp hạm dreadnought và 8 thiết giáp hạm tiền-dreadnought cùng một lực lượng hộ tống gồm 2 tàu tuần dương bọc thép, 7 tàu tuần dương hạng nhẹ và 54 tàu phóng lôi lên đường để hỗ trợ từ xa.
Trước đó, vào ngày 26 tháng 8 năm 1914, tàu tuần dương hạng nhẹ Đức Magdeburg bị mắc cạn trong vịnh Phần Lan; xác tàu bỏ lại bị Hải quân Nga chiếm, và cùng với các hải đồ của Bắc Hải, họ đã tìm thấy các quyển sổ mật mã được Hải quân Đức. Những tài liệu này được chuyển cho Hải quân Hoàng gia Anh. Phòng 40 bắt đầu giải mã các tín hiệu của Đức, vào ngày 14 tháng 12 đã bắt được những thông điệp liên quan đến kế hoạch bắn phá Scarborough. Không thể biết được chi tiết chính xác của kế hoạch, họ chỉ đoán rằng Hạm đội Biển khơi Đức sẽ ở lại một cách an toàn trong cảng như trong đợt bắn phá trước. Bốn tàu chiến-tuần dương thuộc Hải đội Tàu chiến-tuần dương 1 Anh Quốc dưới quyền chỉ huy của Phó đô đốc David Beatty, được Hải đội Tuần dương 3 và Hải đội Tuần dương nhẹ 1 hỗ trợ cùng với sáu thiết giáp hạm dreadnought của Hải đội Chiến trận 2 sẽ phục kích các tàu chiến-tuần dương của Hipper.
Trong đêm 15 tháng 12, thành phần chủ lực của Hạm đội Biển khơi Đức đã đụng độ với tàu khu trục Anh. Lo sợ một cuộc tấn công bằng ngư lôi ban đêm, Đô đốc Ingenohl ra lệnh cho các con tàu rút lui. Hipper đã không biết được sự thoái lui của Ingenohl, vẫn tiếp tục cuộc bắn phá theo kế hoạch. Khi đến được khu vực bờ biển Anh, lực lượng của Hipper được cho tách ra làm đôi: Seydlitz, Moltke và Blücher đi lên phía Bắc để bắn phá Hartlepool, trong khi Von der Tann và Derfflinger hướng về phía Nam để bắn phá Scarborough và Whitby. Trong số các thị trấn Anh, chỉ có Hartlepool được bảo vệ bởi một khẩu đội phòng thủ duyên hải. Trong khi bắn phá Hartlepool, Seydlitz bị bắn trúng ba lần còn Blücher trúng sáu phát pháo phòng thủ duyên hải. Blücher chỉ bị hư hại nhẹ nhưng có đến chín người thiệt mạng và ba người khác bị thương. Đến 09 giờ 45 phút ngày 16 tháng 12, hai nhóm tập hợp trở lại và bắt đầu rút lui về phía Đông.

Sơ đồ vị trí của Hạm đội Biển khơi Đức vào sáng ngày 16 tháng 12

Vào lúc này, các tàu chiến-tuần dương của Beatty đã ở vào vị trí ngăn chặn con đường mà Hipper lựa chọn để rút lui, trong khi các lực lượng khác đang trên đường tiến đến để hoàn thành việc bao vây. Đến 12 giờ 25 phút, các tàu tuần dương hạng nhẹ của Hải đội Tuần tiễu 2 bắt đầu băng qua lực lượng Anh để tìm kiếm lực lượng của Hipper. Một trong các tàu tuần dương của Hải đội Tuần dương nhẹ 1 phát hiện Stralsund và gửi một thông báo đến Beatty. Lúc 12 giờ 30 phút, Beatty đổi hướng các tàu chiến-tuần dương dưới quyền về phía các con tàu Đức, dự đoán rằng các tàu tuần dương Đức là lực lượng tiên phong bảo vệ cho các con tàu của Hipper; nhưng thực ra các tàu chiến-tuần dương Đức còn ở cách 50 km (31 mi) về phía trước. Hải đội Tuần tiễu 2 vốn đang bảo vệ cho các con tàu của Beatty đã được cho tách ra để truy đuổi các tàu tuần dương Đức; nhưng do việc diễn dịch sai tín hiệu từ các tàu chiến-tuần dương Anh đã gửi, chúng quay trở lại vị trí hộ tống. Sự nhầm lẫn này cho phép các tàu tuần dương nhẹ Đức chạy thoát và báo động cho Hipper vị trí của các tàu chiến-tuần dương Anh. Các tàu chiến Đức lẻn về phía Đông Bắc lực lượng Anh và đã chạy thoát.
Cả hai phía Đức và Anh đều thất vọng vì đã không chiến đấu lại đối thủ một cách hiệu quả. Uy tín của Đô đốc Ingeholh bị ảnh hưởng nghiêm trọng do hậu quả của sự nhút nhát. Thuyền trưởng của Moltke tỏ ra gay gắt, ông cho rằng Ingenohl đã rút lui "vì ông lo sợ mười một chiếc tàu khu trục Anh vốn có thể loại bỏ dễ dàng... dưới sự lãnh đạo như thế này chúng ta sẽ chẳng đạt được gì." Lịch sử chính thức của Hải quân Đức phê phán Ingenohl đã không sử dụng lực lượng hạng nhẹ của mình để thăm dò quy mô lực lượng của hạm đội Anh, cho rằng: "Ông đưa ra quyết định không chỉ gây nguy hại đáng kể cho lực lượng phía trước ngoài khơi bờ biển Anh, mà còn cất đi khỏi Hạm đội Đức một thắng lợi chắc chắn và đáng kể."

### Trận Dogger Bank

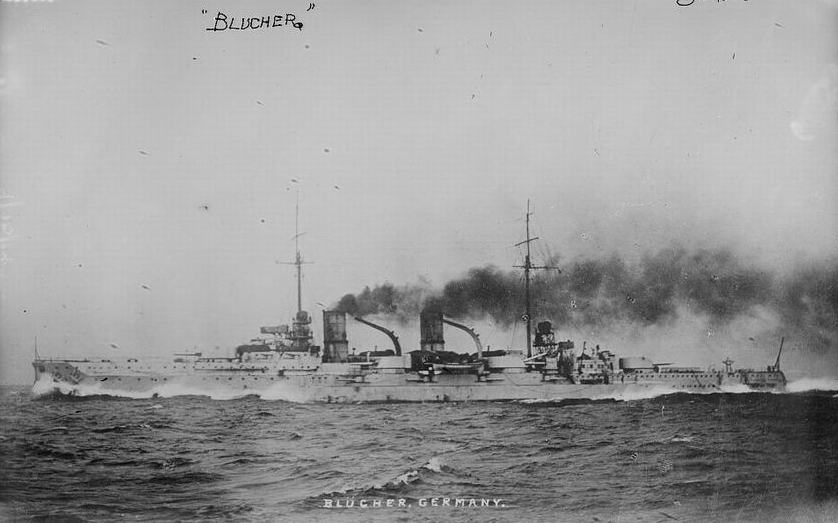
Blücher trên đường đi

Vào đầu tháng 1 năm 1915, tin tức cho biết các tàu chiến Anh tiến hành trinh sát tại khu vực Dogger Bank. Đô đốc Ingenohl thoạt tiên do dự không muốn tiêu diệt các lực lượng này, do Đội Tuần tiễu 1 tạm thời bị yếu kém trong khi Von der Tann đi vào ụ tàu để bảo trì định kỳ. Tuy nhiên, Chuẩn đô đốc Richard Eckermann, Tham mưu trưởng Hạm đội Biển khơi, cứ nhất định đòi thực hiện chiến dịch, nên Ingenohl bị thuyết phục và ra lệnh cho Hipper đưa các tàu chiến-tuần dương còn lại dưới quyền đến Dogger Bank. Ngày 23 tháng 1, Hipper khởi hành với cờ hiệu của mình trên chiếc Seydlitz, được tiếp nối bởi Moltke, Derfflinger và Blücher cùng các tàu tuần dương hạng nhẹ Graudenz, Rostock, Stralsund và Kolberg và 19 tàu phóng lôi thuộc các chi hạm đội 2, 5 và bán-chi hạm đội 18. Graudenz và Stralsund được phái đi hộ tống phía trước hải đội, trong khi Rostock và Kolberg lần lượt được phân sang mạn phải và mạn trái tương ứng, mỗi tàu tuần dương hạng nhẹ có một bán-chi hạm đội tàu phóng lôi phối thuộc.
Một lần nữa, việc thu thập và giải mã tín hiệu vô tuyến của Đức đã đóng một vai trò quan trọng. Cho dù nhân viên giải mã Phòng 40 không thể biết được chính xác kế hoạch, họ vẫn có thể đoán được rằng Hipper sẽ tiến hành một chiến dịch tại vùng Dogger Bank. Để đối phó, Hải đội Tàu chiến-Tuần dương 1 của Beatty, Hải đội Tàu chiến-Tuần dương 2 của Chuẩn đô đốc Gordon Moore và Hải đội Tuần dương nhẹ 2 của Thiếu tướng Hải quân William Goodenough được cho tập trung để hội quân cùng Lực lượng Harwich của Thiếu tướng Reginald Tyrwhitt lúc 08 giờ 00 ngày 24 tháng 1 ở vị trí khoảng 30 mi (48 km) về phía Bắc Dogger Bank.
Lúc 08 giờ 14 phút, Kolberg nhìn thấy chiếc tàu tuần dương hạng nhẹ Aurora cùng nhiều tàu khu trục thuộc Lực lượng Harwich. Aurora khiêu khích Kolberg bằng một đèn pha, vào lúc mà Kolberg tấn công Aurora và ghi được hai phát trúng đích. Aurora bắn trả và cũng bắn trúng đối phương hai phát. Hipper lập tức cho chuyển hướng các tàu chiến-tuần dương của mình đến nơi nổ súng, trong khi hầu như đồng thời vào lúc đó, Stralsund trông thấy một lượng khói lớn về phía Tây Bắc vị trí của nó. Đây được xác định là một số lượng tàu chiến lớn đang hướng về phía các con tàu của Hipper. Hipper sau này nhớ lại:
Sự hiện diện của một lực lượng lớn như thế cho thấy các đơn vị khác của Hạm đội Anh đang ở gần đó, đặc biệt là việc tình báo vô tuyến bắt được các bức điện cho thấy sự hiện diện của Hải đội Tàu chiến-tuần dương 2 (của Anh)… Blücher ở phía cuối đội hình cũng báo cáo đã nổ súng vào một tàu tuần dương hạng nhẹ và nhiều tàu khu trục đang xông đến từ phía sau… Các tàu chiến-tuần dương dưới quyền của tôi, với gió Đông-Đông Bắc đang thổi, ở trong vị thế ngược gió nên gặp phải hoàn cảnh không thuận lợi ngay từ đầu… 

Hipper quay mũi về phía Nam để chạy thoát, nhưng bị giới hạn ở tốc độ 23 hải lý trên giờ (43 km/h), là tốc độ tối đa của chiếc tàu tuần dương bọc thép cũ Blücher. Các tàu chiến-tuần dương Anh truy đuổi di chuyển với tốc độ 27 hải lý trên giờ (50 km/h), và nhanh chóng bắt kịp các con tàu Đức. Lúc 09 giờ 52 phút, Lion nổ súng nhắm vào Blücher ở khoảng cách 20.000 yd (18.000 m), rồi đến lượt Princess Royal và Tiger cũng bắt đầu nổ súng không lâu sau đó. Lúc 10 giờ 09 phút, các tàu chiến Anh ghi được phát bắn trúng đầu tiên trên Blücher; hai phút sau, các tàu chiến Đức bắt đầu bắn trả, chủ yếu tập trung nhắm vào Lion ở khoảng cách 18.000 yd (16.000 m). Đến 10 giờ 28 phút, Lion bị bắn trúng ngay mực nước, làm xé toang một lỗ hổng bên mạn tàu và làm ngập nước một khoang chứa than. Cũng trong khoảng thời gian này, Blücher ghi được một phát đạn pháo 21 cm trúng vào tháp pháo phía trước của Lion; quả đạn không thể xuyên thủng vỏ giáp, nhưng cũng có hiệu quả chấn động và tạm thờiloại khẩu pháo bên trái khỏi vòng chiến. Lúc 10 giờ 30 phút, New Zealand, chiếc thứ tư trong hàng chiến trận của Beatty, tiếp cận Blücher trong tầm bắn và bắt đầu nổ súng; đến 10 giờ 35 phút, khoảng cách được rút ngắn xuống còn 17.500 yd (16.000 m), khi toàn bộ hàng chiến trận Đức nằm trong tầm bắn hiệu quả của các tàu chiến Anh. Beatty ra lệnh cho các tàu chiến-tuần dương của mình nổ súng vào đối thủ Đức tương ứng đối diện song song.
Đến 11 giờ, Blücher bị hư hại nặng nề sau khi hứng chịu nhiều quả đạn pháo hạng nặng từ các tàu chiến-tuần dương Anh. Dù sau, ba chiếc tàu chiến-tuần dương Đức dẫn đầu Seydlitz, Derfflinger và Moltke đã tập trung hỏa lực của chúng nhắm vào Lion, ghi được chiều phát bắn trúng, làm hỏng hai trong số ba máy phát điện của nó và làm ngập nước phòng động cơ bên mạn trái. Lúc 11 giờ 48 phút, tàu chiến-tuần dương Indomitable đến gần, và theo chỉ thị của Beatty, tiếp tục nả pháo để tiêu diệt Blücher vốn đã bị tơi tả. Nó đã bốc chấy và nghiêng nặng sang mạn trái; một trong những người sống sót kể lại những hư hại mà con tàu chịu đựng:
Các quả đạn … pháo chui tọt vào đến tận các khoang đốt lò. Than trong các hầm chứa bốc cháy. Vì các hầm chứa than đã bị vơi đi một phần, đám cháy lan tràn khá nhanh. Một quả đạn pháo xâm nhập và phát nổ trong phòng động cơ làm cháy dầu và văng tung tóe đốm lửa khắp nơi… Áp lực dữ dội của một vụ nổ trong một khoang kín… dội ầm ầm qua mọi khoảng mở và phá tung mọi chỗ yếu kém… Những thân người bị nhấc tung bởi áp lực hơi nén kinh khủng và bị ném vào cái chết cạnh các khoang máy móc.

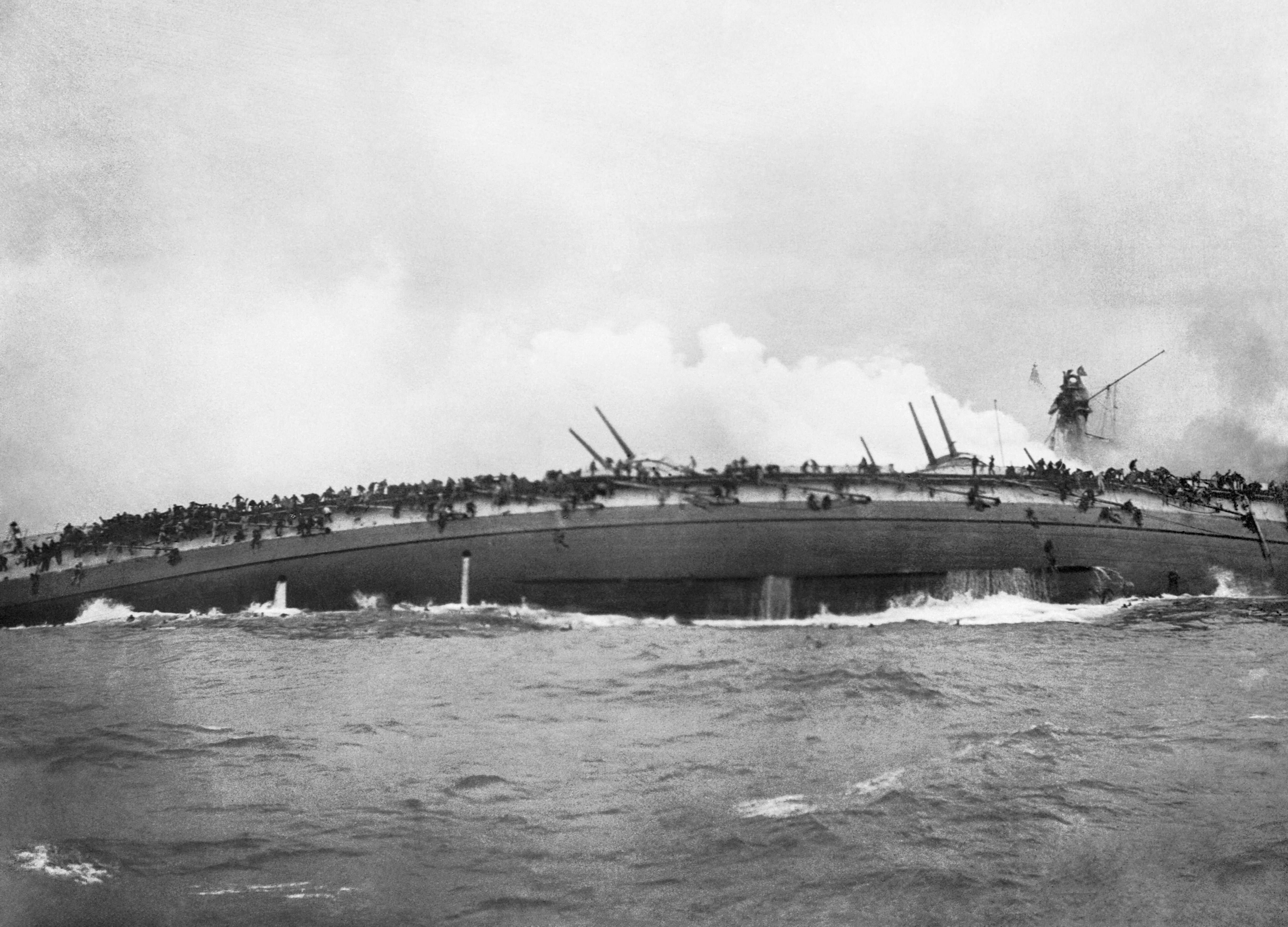
Blücher lật nghiêng qua mạn và đang chìm

Tuy nhiên, việc này bị ngắt quãng do các báo cáo về sự xuất hiện của tàu ngầm U-boat Đức phía trước các con tàu Anh, buộc Beatty phải ra lệnh cơ động lẩn tránh và cho phép các tàu chiến Đức gia tăng khoảng cách với những kẻ truy đuổi. Vào lúc này máy phát điện cuối cùng của Lion bị hỏng nốt, làm giảm tốc độ của nó xuống còn 15 kn (28 km/h). Bên trên chiếc Lion bị hỏng máy, Beatty ra lệnh cho các tàu chiến-tuần dương còn lại "tấn công đoạn hậu đối phương", nhưng sai sót trong việc diễn dịch tín hiệu đã khiến các con tàu đơn thuần chỉ nhắm vào Blücher. Nó tiếp tục kháng cự một cách ngoan cường, đẩy lui cuộc tấn công của bốn tàu tuần dương hạng nhẹ thuộc Hải đội Tuần dương nhẹ 1 và bốn tàu khu trục. Tuy nhiên, soái hạm của Hải đội Tuần dương nhẹ 1, Aurora, đã bắn hai quả ngư lôi trúng vào Blücher. Đến lúc này mọi khẩu pháo của chiếc tàu chiến Đức đều đã im tiếng ngoại trừ tháp pháo đuôi. Một loạt bảy quả ngư lôi khác được phóng ở tầm bắn thẳng, khi trúng đích đã khiến con tàu lật úp lúc 13 giờ 13 phút. Trong suốt quá trình chiến đấu, Blücher đã bị bắn trúng khoảng 70-100 quả đạn pháo hạng nặng và nhiều quả ngư lôi.
Khi con tàu chìm, các tàu khu trục Anh tiến về phía nó nhằm ý định cứu vớt những người sống sót. Tuy nhiên, khí cầu Zeppelin L5 nhầm lẫn Blücher đang chìm là một tàu chiến-tuần dương Anh và tìm cách ném bom các tàu khu trục Anh, buộc chúng phải rút lui. Con số thương vong báo cáo khá thay đổi tùy theo nguồn tư liệu. Paul Schmalenbach cho rằng có 6 sĩ quan trong tổng số 29 và 275 thủy thủ trong tổng số 999 được vớt lên khỏi nước, đưa đến tổng số thương vong là 747 người thiệt mạng. Các nguồn tư liệu chính thức của Đức do tác giả Erich Gröner khảo sát cho rằng có 792 người đã thiệt mạng khi Blücher chìm, trong khi James Goldrick tham khảo các tài liệu của Anh đã báo cáo chỉ có 234 người sống sót trong tổng số thành viên thủy thủ đoàn ít nhất lên đến 1.200 người. Trong số những người được cứu vớt có cả Đại tá Hải quân (Kapitan zur See) Erdmann, hạm trưởng của Blücher. Ông sau đó đã từ trần vì bệnh viêm phổi trong lúc bị người Anh bắt làm tù binh. Có thêm 20 người khác qua đời trong giai đoạn bị giam giữ như tù binh.
Sự tập trung mọi nỗ lực nhắm vào Blücher đã cho phép Moltke, Seydlitz và Derfflinger chạy thoát. Đô đốc Hipper thoạt tiên dự định sử dụng ba tàu chiến-tuần dương của mình quay trở lại đánh vào sườn lực lượng Anh để giải vây cho Blücher, nhưng sau khi ông biết được những hư hại nghiêm trọng mà soái hạm của mình phải chịu đựng, ông quyết định bỏ lại chiếc tàu tuần dương bọc thép cũ. Hipper sau này kể lại về quyết định của mình:
Để giúp đỡ cho Blücher tôi quyết định thử cơ động đánh tạt sườn... Nhưng khi tôi được thông báo các tháp pháo C và D trên soái hạm của mình bị loại khỏi vòng chiến, bị ngập nước phía đuôi và chỉ còn lại 200 quả đạn pháo hạng nặng, tôi phải hủy bỏ mọi ý định hỗ trợ cho Blücher. Mọi sự di chuyển như vậy vào lúc này, khi không thể trông mong bất kỳ sự trợ giúp từ hạm đội chủ lực, có thể dẫn đến thiệt hại nặng nề hơn. Cứu giúp cho Blücher bằng cách di chuyển đánh tạt sườn sẽ đưa đội hình của tôi lọt vào giữa các tàu chiến-tuần dương Anh và các hải đội chiến trận rất có thể đang ở ngay phía sau.

Vào lúc Beatty nắm trở lại sự chỉ huy các con tàu dưới quyền sau khi chuyển sang chiếc Princess Royal, các con tàu Đức đã dẫn trước quá xa khiến các con tàu Anh không thể nào bắt kịp; và đến 13 giờ 50 phút, Beatty từ bỏ việc truy đuổi. Hoàng đế Wilhelm II, rất tức giận về việc Blücher bị mất và Seydlitz suýt bị đánh chìm, đã ra lệnh cho Hạm đội Biển khơi phải ở lại trong cảng. Chuẩn đô đốc Eckermann bị cách chức còn Đô đốc Ingenohl bị buộc phải từ chức; ông được Đô đốc Hugo von Pohl thay thế.